# Eomatsucoccus casei
Eomatsucoccus casei är en insektsart som beskrevs av Koteja 2000. Eomatsucoccus casei ingår i släktet Eomatsucoccus och familjen pärlsköldlöss. Inga underarter finns listade i Catalogue of Life.